# Elsa M. Redmond
Elsa Marion Redmond (* 15. November 1951 in Caracas, Venezuela) ist eine US-amerikanische Anthropologin und Archäologin (Altamerikanistik) am American Museum of Natural History in New York City.

## Leben und Wirken
Redmond wuchs in Caracas (Venezuela) auf. Sie erwarb 1973 an der Rice University einen Bachelor, 1980 an der Yale University einen Master und 1981 ebendort einen Ph.D., jeweils in Anthropologie. An der University of Connecticut war sie Dozentin (lecturer), bevor sie 1991 an das American Museum of Natural History (AMNH) wechselte. Vorlesungen hielt sie weiter an der Yale University, am Hunter College der City University of New York und an der Columbia University.
Redmond gilt als führend in der Theorieentwicklung zur prähistorischen Entstehung von Häuptlingstum und erblicher Machtfolge sowie zur prähistorischen Entwicklung der Kriegsführung. Ihre ausführlichen Ausgrabungen in Venezuela und in Mexiko haben alte Städte mit Eigenschaften einer Festung (Palisaden, Wallanlagen, Gräben) zum Vorschein gebracht.
Laut Datenbank Scopus hat Redmond einen h-Index von 10 (Stand Februar 2021). Sie wurde 2007 zum Mitglied der American Academy of Arts and Sciences gewählt, 2014 zum Mitglied der National Academy of Sciences.
Elsa M. Redmond ist seit 1977 mit Charles S. Spencer verheiratet, ebenfalls Archäologe am AMNH.

## Schriften
- A fuego y sangre: Early Zapotex Imperialism in the Cuicatlán Cañada, Oaxaca, 1983, ISBN 0-932206-97-2.
- Tribal and Chiefly Warfare in South America, 1994, ISBN 0-915703-35-1.
- Chiefdoms and chieftaincy in the Americas, 1998, ISBN 0-8130-1620-7.